# Hisamitsu Springs
Hisamitsu Springs – żeński klub piłki siatkowej z Japonii. Został założony w 1948 roku z siedzibą w mieście Kobe. Występuje w V.League.

## Nazwy klubu[1]
- 1965-1994 Hisamitsu Pharmaceutical Tosu
- 1994-2000 Hisamitsu Pharmaceutical Springs
- 2000-2002 Hisamitsu Pharmaceutical Spring Attackers
- 2002-2020 Hisamitsu Pharmaceutical Springs
- 2020-2024 Hisamitsu Springs
- 2024- SAGA Hisamitsu Springs

## Sukcesy
Mistrzostwo Japonii:
- 2002, 2007, 2013, 2014, 2016, 2018, 2019, 2022[2]
- 2001, 2006, 2009, 2012, 2015, 2017
- 2004, 2008, 2011, 2025[3]

Klubowe Mistrzostwa Azji:
- 2002, 2014
- 2001, 2015, 2017
- 2007, 2019

Puchar Kurowashiki:
- 2006, 2007, 2013

Puchar Cesarza:
- 2009, 2012, 2013, 2014, 2015, 2016, 2018

## Zagraniczne siatkarki w drużynie
| Lata gry            | Imię i nazwisko     | Pozycja                |
| ------------------- | ------------------- | ---------------------- |
| 2024-               | Stephanie Samedy    | atakująca              |
| 2024-               | Gréta Szakmáry      | przyjmująca            |
| 2023-2024           | McKenzie Adams      | przyjmująca            |
| 2022-2023           | Lise Van Hecke      | atakująca              |
| 2019-2020           | Fabiana Claudino    | środkowa               |
| 2017-2019 2020-2022 | Foluke Akinradewo   | środkowa               |
| 2016-2017           | Maja Tokarska       | środkowa               |
| 2015-2016           | Tatjana Bokan       | przyjmująca            |
| 2014-2015           | Brankica Mihajlović | przyjmująca            |
| 2009-2011           | Elisângela Oliveira | atakująca              |
| 2008-2009           | Logan Tom           | przyjmująca            |
| 2005-2006           | Kenia Carcasés      | przyjmująca, atakująca |
| 2004-2005           | Elisha Thomas       | środkowa               |
| 1996-1997           | Nataša Osmokrović   | przyjmująca            |